# Львівський Боян

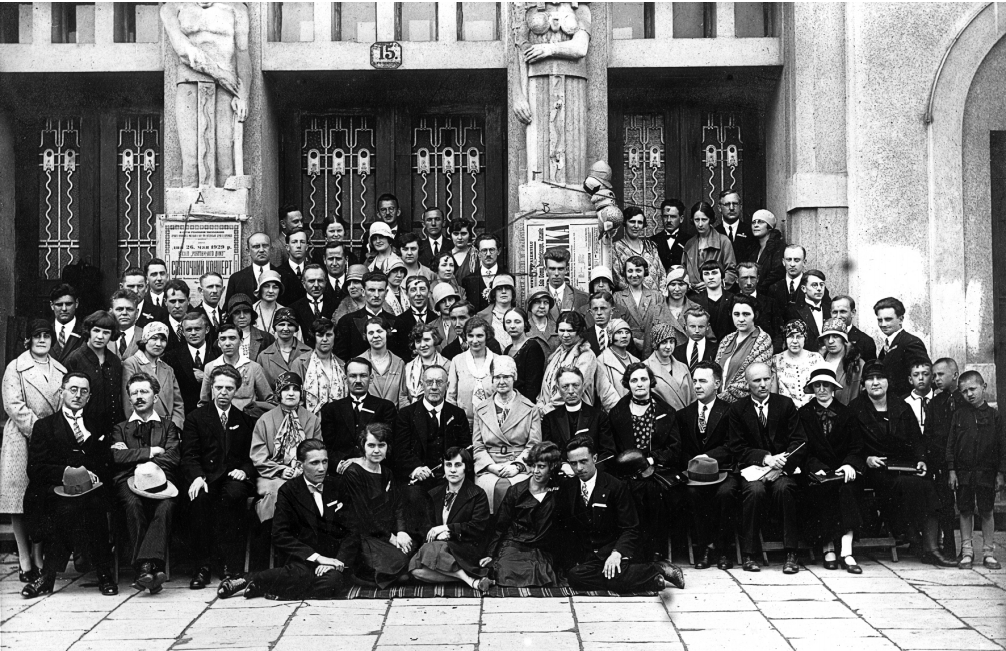
Хор «Львівський Боян» в Перемишлі 26 травня 1929 року з нагоди 100-літньої річниці заснування першого українського хору в Перемишлі

«Львівський Боян» — хорове товариство із однойменної мережі, засноване 1891 року у Львові. Товариство припинило існування у 1939 році після встановлення радянської влади в Галичині, але згодом були спроби відродити товариство під час другої світової війни.

## Історія створення
Хорове товариство «Львівський Боян» було зареєстроване Галицьким Намісництвом у Львові 24 грудня 1890 року на підставі статуту. Ініціаторами утворення товариства стали Анатоль Вахнянин, Герміна Шухевич, Євгенія Барвінська, Микола Нагірний, Ольга Бажанська-Озаркевич, Степан Федак, Олександр Колесса, Логвин Озаркевич, Володимир Шухевич. Установчі збори «Львівського Бояна» відбулися 25 січня 1891 року, саме цю дату традиційно розглядають як початок діяльності новоствореної організації. На установчих зборах було обрано оргкомітет, до складу якого увійшли Володимир Шухевич, Анатоль Вахнянин, Степан Федак, Євгенія Барвінська. Заснування товариства стало кульмінацією зусиль кількох поколінь українських діячів ХІХ століття у напрямі розвитку музичної культури (попередньо у Галичині вже функціонували церковні хори, хори культурно-просвітніх товариств і шкіл, хорове товариство «Торбан»). Ця подія спричинила заснування філій товариства «Боян» у менших містах Галичини та Буковини — процес, який найактивніше тривав упродовж останньої декади ХІХ — початку ХХ століття.
В історії діяльності хорового товариства «Львівський Боян» Станіслав Людкевич виділив декілька етапів:
І етап — 1891—1904 роки, перших 15 років діяльності до заснування Вищого Музичного Інституту імені Миколи Лисенка та чоловічого хору «Бандурист», який згодом відокремився у самостійне товариство.
ІІ етап — 1904—1914 роки, відмежований початком першої світової війни, окупація Львова російськими військами у 1914/1915 роках призупинила діяльність «Львівського Бояна».
ІІІ етап — 1916—1939 роки, діяльність товариства у воєнні роки та в умовах міжвоєнної Польщі.

## Структура
На підставі статуту хорове товариства «Львівський Боян» складалося з почесних членів (іменованих загальними зборами товариства), дійсних (чинних) і допоміжних (тих, хто матеріально допомагав товариству) членів. Виділ (тобто правління) «Львівського Бояна» складався з голови товариства, його заступника, диригента і заступника диригента, секретар, касира і бібліотекарів.
Першим головою «Львівського Бояна» став Володимир Шухевич, а диригентом — Анатоль Вахнянин. У товариство входив, передовсім, мішаний хор, в концертах часто самостійно виступала чоловіча група хору, на основі якої було організований хор «Бандурист», 1892  р. товариству було передано нотне видавництво о. Остапа Нижанківського «Бібліотека Музикальна», 1893 року — відкрито клас вокалу В. Богданського, 1894 року у приміщені «Львівського Бояна» заснований музей, а 1897 року розпочав діяльність музичний (інструментальний) гурток під керуванням Р. Ганінчака, в якому проводилося навчання гри на музичних інструментах — скрипці, віолончелі, флейті, бандурі, контрабасі.

## Диригенти
Львівським «Бояном» диригували аматори (між ними д-р Степан Федак, д-р Михайло Волошин та інші), а також фахові музиканти, зокрема Станіслав Людкевич, Михайло Гайворонський, Антін Рудницький, Лев Туркевич, згодом Микола Колесса.
Диригентами «Львівського Бояна» були:
- Анатоль Вахнянин
- Остап Нижанківський
- Олена Ясеницька
- Євгенія Барвінська
- Василь Барвінський
- Стефанія Туркевич
- Роман Прокопович
- Ірина Рожанковська
- Іван Охримович
- Іларіон Гриневецький
- Богдан Вахнянин
- Ольга Ціпановська
- Омелян Плешкевич
- Ярослав Вітошинський

## Концерти
Молодіжна група «Львівського Бояна» в літні місяці від 1892 року організовувала «артистичні мандрівки» по містах і селах Галичини (східної і західної), успадковуючи традицію подібних музично-просвітницьких акцій товариства «Академічне Братство». Серед активних організаторів та учасників (диригентів) «артистичних мандрівок» у 1890-х роках був Остап Нижанківський. «Львівський Боян» в середньому організовував 4-5 концертів щороку, серед них неодмінно була Шевченківська академія, програму якої іноді повторювали двічі (для якомога більшої кількості слухачів). Від 1899 року товариство організовувало, так звані «народні концерти» для біднішої та менше освіченої аудиторії. Обсяг виконуваних хоровим товариством «Боян» творів українських композиторів, а також світової музичної літератури другої половини XVIII—початку ХХ століття, не враховуючи народних пісень, є вражаючим.

## Почесні члени
Почесними членами «Львівського Бояна» були:
- Микола Лисенко
- Анатоль Вахнянин
- Володимир Шухевич
- Михайло Волошин
- Філарет Колесса
- Остап Нижанківський
- Станіслав Людкевич
- Степан Федак
- Олена Ясеницька
- Олександр Мишуга